# Gurgustius
Gurgustius was een fictieve, mythische koning van Brittannië. Hij wordt vermeld in het werk Historia regum Britanniae van Geoffrey of Monmouth. De koning zou hebben geregeerd van 750 v.Chr. tot 735 v.Chr. en zou de zoon zijn van koning Rivallo. Gurgustius werd opgevolgd door Sisillius I, die overigens niet altijd als zijn zoon wordt beschouwd.
In Brut y Brenhinedd, de middeleeuwse vertaling van de Historia regum Britanniae in het Welsh, staat Gurgustius vermeld als Gwrwst ap Rhiwallon. Hij zou een zoon hebben met de naam Seiriol.